# Jerzy Topolski

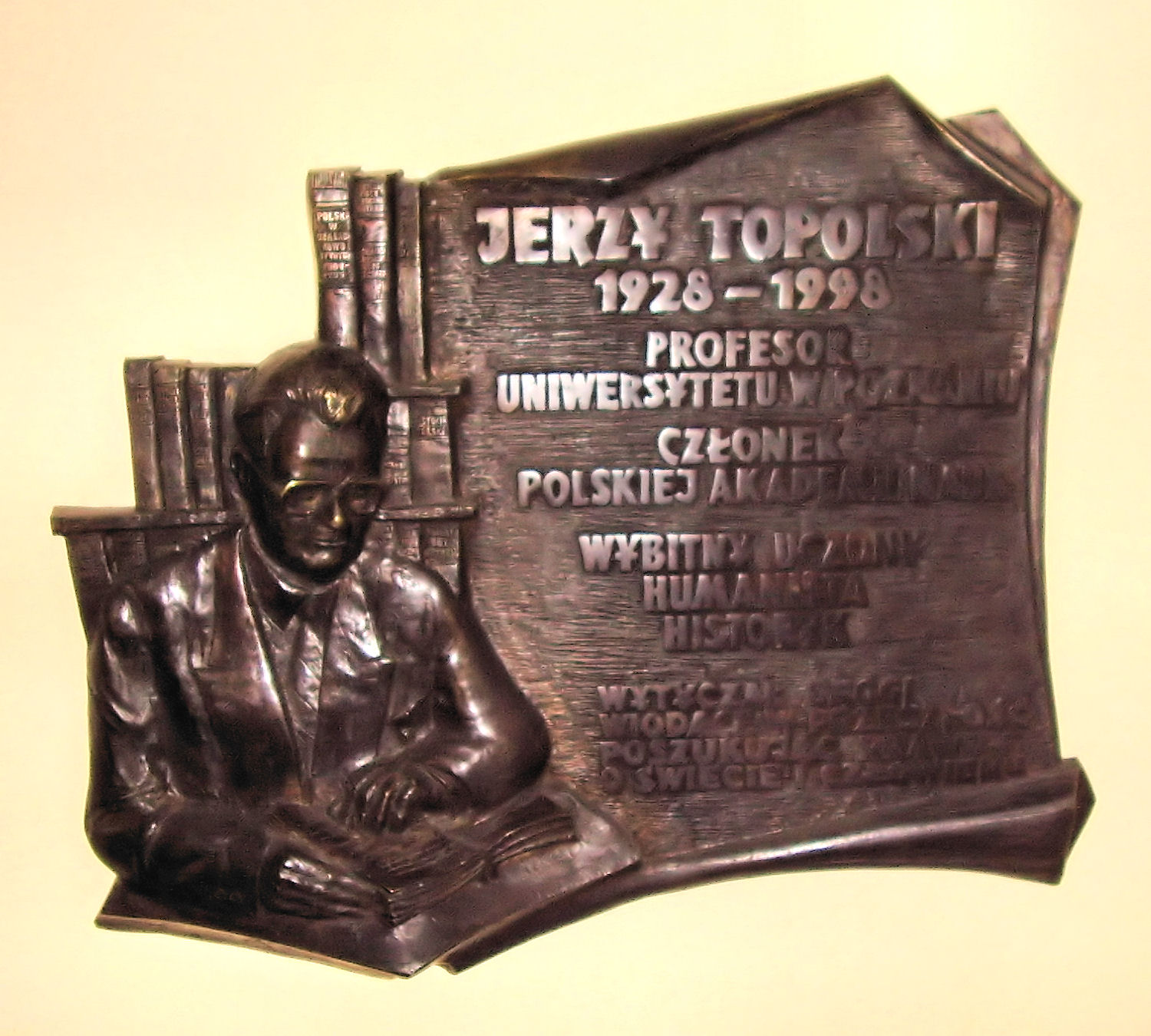
Gedenktafel im Geschichteinstitut der Adam-Mickiewicz-Universität Posen.

Jerzy Topolski (* 20. September 1928 in Posen; † 21. Dezember 1998 ebenda) war ein polnischer Historiker.

## Leben und Werk
Topolski studierte von 1946 bis 1950 Geschichte an der Posener Universität, promovierte 1951 und wurde 1961 ebenda Professor. 1971 wurde er Mitglied, Korrespondent und 1976 ordentliches Mitglied der Polnischen Akademie der Wissenschaften (PAN).
Von 1981 bis 1987 war er Direktor des Geschichtsinstituts an der Uni Posen, las aber auch an Universitäten in Belgien, Frankreich, Spanien, den Niederlanden, Deutschland, Italien, Kanada und den USA. Seine Schwerpunkte waren die Geschichte der polnischen und europäischen Neuzeit und geschichtliche Methodologie. Er veröffentlichte ca. 30 Bücher und einige Hundert Fachartikel.